# Chen (cantante)
Kim Jong-dae (hangul: 김종대; Daejeon, 21 de septiembre de 1992), más conocido por su nombre artístico Chen (첸), es un cantautor y actor surcoreano. Es miembro de la boy band EXO y su subunidad EXO-CBX. Aparte de las actividades con EXO, Chen también ha grabado bandas sonoras para varias series de televisión, en particular «The Best Luck» para It's Okay, That's Love (2014), «Everytime» para Descendants of the Sun (2016) y «Cherry Blossom Love Song» para 100 Days My Prince (2018). En abril de 2019, hizo su debut como solista con el álbum, April, and a Flower.

## Primeros años
Chen nació el 21 de septiembre de 1992, en Daejeon, Corea del Sur. Tiene un hermano mayor llamado Kim Jong-deok. Chen se unió a SM Entertainment a principios de 2011, luego de ser aceptado en su audición. Fue entrenado en el área de canto, baile y actuación.

## Carrera

### 2012-2015: Debut y aumento de popularidad
Chen fue presentado formalmente como integrante de EXO el 29 de diciembre de 2011. En el mismo día, junto a Tao, Luhan y Kai, realizó su primera aparición televisiva en SBS Gayo Daejun. En abril de 2012, EXO finalmente debutó con el miniálbum Mama. El 24 de abril del mismo año, al lado de D.O., Baekhyun, Luhan, BoA, Kangta, TVXQ, Taeyeon, Yesung, Jonghyun y Luna, lanzó una canción titulada «Dear My Family» para la banda sonora de I AM.

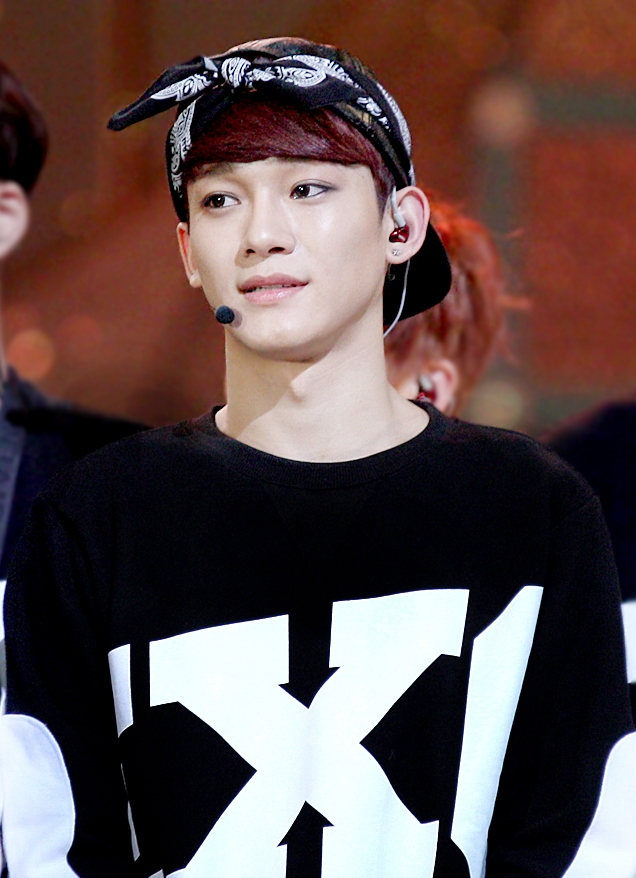
Chen en enero de 2014.

En agosto de 2013, participó en el programa Immortal Song 2 de KBS, realizando un dueto titulado «I Really Didn't Know» con Baekhyun. El 3 de febrero de 2014, SM Entertainment reveló que su grupo, SM the Ballad, regresaría con un nuevos integrantes, siendo Chen uno de ellos. Chen cantó la versión china de «Breath» con Zhang Liyin, así como las canciones «A Day Without You» con Jonghyun y «When I Was... When U Were...» con Krystal, las cuales forman parte de SM the Ballad Vol. 2 – Breath. El 23 de julio del mismo año, lanzó la canción «The Best Luck» como banda sonora del drama It's Okay, That's Love, la cual dominó varias listas musicales y ganó los premios «Mejor banda sonora por un artista masculino» y «Mejor banda sonora». En octubre de 2014, protagonizó un remake de la canción «No.1» de BoA para EXO 90:2014. Fue invitado a los APAN Star Awards el 11 de noviembre del mismo año para realizar una presentación especial de una canción.
En marzo de 2015, apareció en el videoclip de la canción «Can You Feel It?» de Donghae & Eunhyuk. El 9 de junio de 2015, fue revelado que Chen había sido elegido como presentador especial de Show! Music Core. En abril, debutó como actor de televisión, junto a sus compañeros de EXO en el webdrama EXO Next Door, también protagonizado por la actriz Moon Ga-young. Compuso la canción «Promise» con Lay y Chanyeol para el álbum Love Me Right. En julio de 2015, fue elegido para participar en el musical In the Heights, junto a Key, Kim Sung-kyu, Jang Dong-woo y Luna, marcando su debut como actor musical. El musical fue producido por SM C&C, una subsidaria de SM Entertainment. El musical se llevó a cabo del 4 de septiembre al 22 de noviembre en Blue Square. La agencia del cantante reveló que el cantante realizaría una presentación en solitario en 2015 Grand Hallyu Festival. El 30 de agosto del mismo año, se convirtió en semifinalista de King of Mask Singer.

### 2016-presente: EXO-CBX y debut como solista
En febrero de 2016, él y la cantante Punch lanzaron un dueto titulado «Everytime» como banda sonora del drama Descendants of the Sun. La canción debutó en el primer lugar de Gaon Digital Chart. En abril del mismo año, en colaboración con Heize, lanzó la canción «Lil' Something», una canción producida por Ryu Jae-hyun miembro de Vibe, como el noveno sencillo de SM Station. En el mismo mes, SM Entertainment confirmó la aparición de Chen, junto con Xiumin en el programa Travel without Manager, donde se muestra a ambos cantantes viajando sin su mánager. 

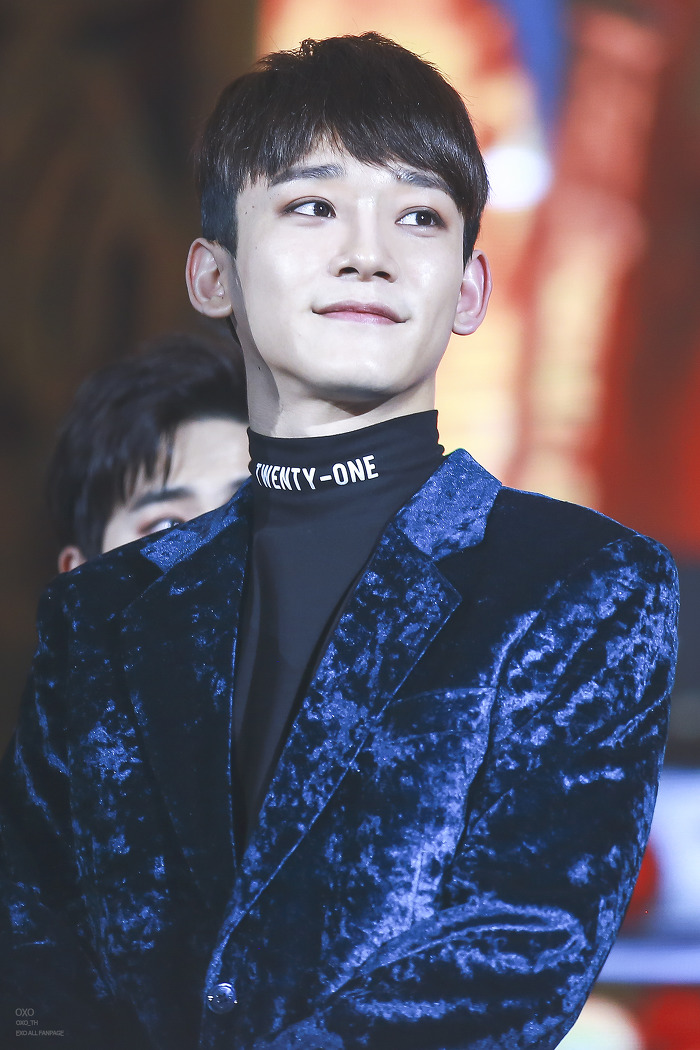
Chen en noviembre de 2016.

En mayo de 2016, participó en el programa Sugar Man con Chanyeol, donde realizó un cover de la canción «If I Love Again», ganando el concurso del programa para el equipo de Yoo Jae-suk. En julio del mismo año, lanzó la canción «Beautiful Accident» para la banda sonora de la película del mismo nombre, en colaboración con Suho. A principios de agosto de 2016, se anunció que Chen cantaría la canción de cierre de Moon Lovers: Scarlet Heart Ryeo, titulada «For You» con Baekhyun y Xiumin. La canción fue lanzada el 24 de agosto. El 7 de octubre, lanzó la canción «Years», en colaboración con Alesso a través de SM Station. En el mismo mes, SM Entertainment anunció que Chen junto con Baekhyun y Xiumin debutaría en la nueva subunidad de EXO, EXO-CBX. El primer miniálbum de la subunidad, titulado Hey Mama!, fue lanzado el 31 de octubre de 2016.
El 18 de enero de 2017, se reveló que Chen sería el primer artista en aparecer en el proyecto colaborativo de Dynamic Duo, Mixxxture. La canción, titulada «Nosedive», fue lanzada el 24 de enero. En febrero de 2017, lanzó la canción «I'm Not Okay» para la banda sonora del Missing 9. A través de SM Station, lanzó la canción «Bye Babe» en colaboración con 10cm el 3 de noviembre de 2017. Al mes siguiente lanzó la canción «Dear My Family» también para SM Station. La primera versión de la canción fue lanzada originalmente en 2012, pero después de la muerte de Jonghyun, SM Entertainment decidió lanzar una nueva versión póstumamente con Jonghyun y otros artistas de la agencia. El 16 de octubre de 2018, lanzó la canción «Cherry Blossom Love Song» para la banda sonora de 100 Days My Prince. Chen coescribió «Love Shot», junto con Chanyeol y Jo Yoon-kyung, lanzada en diciembre de 2018 como el sencillo de Love Shot, reedición de Don't Mess Up My Tempo. El 7 de febrero de 2019, lanzó la canción «Make It Count» para la banda sonora del drama Touch Your Heart.
El 8 de marzo de 2019, SM Entertainment confirmó el debut en solitario de Chen con el lanzamiento de su primer miniálbum, April, and a Flower, el cual sería lanzado el 1 de abril. El 13 de mayo del mismo año, el cantante Lim Han-byul, lanzó el sencillo «May We Bye» con la participación de Chen. La canción es la última de una serie de tres partes sobre rupturas. Su segundo EP, titulado Dear My Dear, fue lanzado el 1 de octubre de 2019.
En octubre en 2022, se confirmó su regreso con su tercer álbum, Last Scene, previamente estaba programada el 31 de octubre, pero debido a la tragedia en Itaewon, ocurrida el 29 de octubre, fue pospuesta para el 14 de noviembre.
El 1 de junio de 2023, se anunció que Chen, junto a Xiumin y Baekhyun rescindrían sus contratos con SM para luego presentar una demanda contra SM en relación con la transparencia de los ingresos. En respuesta a SM, se confirmó que los tres ingerantes estaban estudiando la forma de seguir promocionándose como miembros de EXO tras los resultados de la demanda. El 19 de junio, se anunció que el conflicto fue resuelto y que los tres seguirían formando parte de SM Entertainment.

## Filantropía
El 15 de diciembre de 2015, Chen junto con Chanyeol y Kai entregaron briquetas de carbón a los destinatarios para mantener sus hogares calientes durante el invierno. Se informó que los artistas acababan de regresar de China unas horas antes y aún dedicaban su tiempo y trabajo duro a los más necesitados. En enero de 2016, Chen interpretó la canción «Imagine» de John Lennon con el pianista  Steve Barakatt en el Sejong Center for the Performing Arts, como parte de«Imagine Project» de UNICEF. Cinco meses después, junto con otros artistas de SM Entertainment colaboró una vez más para la campaña, interpretando nuevamente la canción.

## Vida personal
El 19 de julio de 2016, Chen publicó un mensaje en la página oficial de EXO anunciando que ya no aceptaría regalos de sus fanáticos. Explicó que está agradecido por todos los regalos que recibió, y que decidió dejar de aceptar para que nadie lo malinterprete cuando usa ciertos obsequios y otros no.
El 28 de febrero de 2017, se reveló que Chen fue aprobado en la Universidad Hanyang Cyber de Seúl para completar su MBA de Publicidad y Medios.
El 13 de enero de 2020, Chen anunció que se casaría con su prometida en una ceremonia privada en compañía de sus familiares. También reveló que la pareja estaba en espera de su primer hijo. El 29 de abril de 2020, tras un comunicado se dio a conocer que su esposa había dado a luz su primera hija. El 16 de octubre, Chen anunció, tras una carta a sus fanes, que comenzaría con su servicio militar obligatorio el 26 de octubre de 2020 y finalizaría el 26 de abril del 2022.
El 16 de noviembre de 2021, se confirmó que él y su pareja están esperando su segundo hijo. El nacimiento de su hijo se dio a conocer el 19 de enero de 2022.

## Discografía

### EP
- 2019: April, and a Flower
- 2019: Dear My Dear
- 2022: Last Scene

## Filmografía

### Películas
| Año  | Título            | Canal | Papel    | Notas                 |
| ---- | ----------------- | ----- | -------- | --------------------- |
| 2015 | SMTown: The Stage | SBS   | Él mismo | Documental de SM Town |

### Televisión
| Año  | Título                    | Canal | Papel       | Notas                                       |
| ---- | ------------------------- | ----- | ----------- | ------------------------------------------- |
| 2013 | Immortal Songs 2          | KBS   | Concursante |                                             |
| 2015 | King of Mask Singer       | MBC   | Concursante | Utilizó el pseudónimo «Legendary Guitarman» |
| 2016 | Two Yoo Project Sugar Man | JTBC  | Invitado    |                                             |

### Web
| Año  | Título                 | Canal         | Papel    | Notas                      |
| ---- | ---------------------- | ------------- | -------- | -------------------------- |
| 2015 | EXO Next Door          | Naver TV Cast | Chen     | Papel ficticio de sí mismo |
| 2016 | Travel without Manager | Cookat TV     | Él mismo |                            |
| 2016 | The Visible SM         | V Live        | Él mismo |                            |

### Musical
| Año  | Título         | Papel | Notas |
| ---- | -------------- | ----- | ----- |
| 2015 | In the Heights | Benny |       |

## Premios y nominaciones
| Año           | Premio                                       | Categoría                                     | Trabajo nominado | Resultado |
| ------------- | -------------------------------------------- | --------------------------------------------- | ---------------- | --------- |
| 2014          | 16th Seoul International Youth Film Festival | Mejor OST por un artista masculino            | «The Best Luck»  | Ganador   |
| 2014          | 5th So-Loved Awards                          | Mejor OST                                     | «The Best Luck»  | Ganador   |
| 2017          | 19th Mnet Asian Music Awards                 | Mejor colaboración (con Dynamic Duo)          | «Nosedive»       | Ganadores |
| 2017          | 19th Mnet Asian Music Awards                 | Qoo10 Canción del año                         | «Nosedive»       | Nominado  |
| 2017          | 9th Melon Music Awards                       | Premio al mejor Rap/Hip hop (con Dynamic Duo) | «Nosedive»       | Ganadores |
| 2018          | 7th Gaon Chart Music Awards                  | Canción del año - enero                       | «Nosedive»       | Nominado  |
| Otros premios |                                              |                                               |                  |           |
| 2017          | 12th Soompi Awards                           | Mejor banda sonora (con Punch)                | «Everytime»      | Nominados |
| 2017          | 12th Soompi Awards                           | Mejor banda sonora (con Baekhyun y Xiumin)    | «For You»        | Ganadores |
| 2018          | 13th Soompi Awards                           | Mejor colaboración (con Dynamic Duo)          | «Nosedive»       | Nominados |